# Кликен

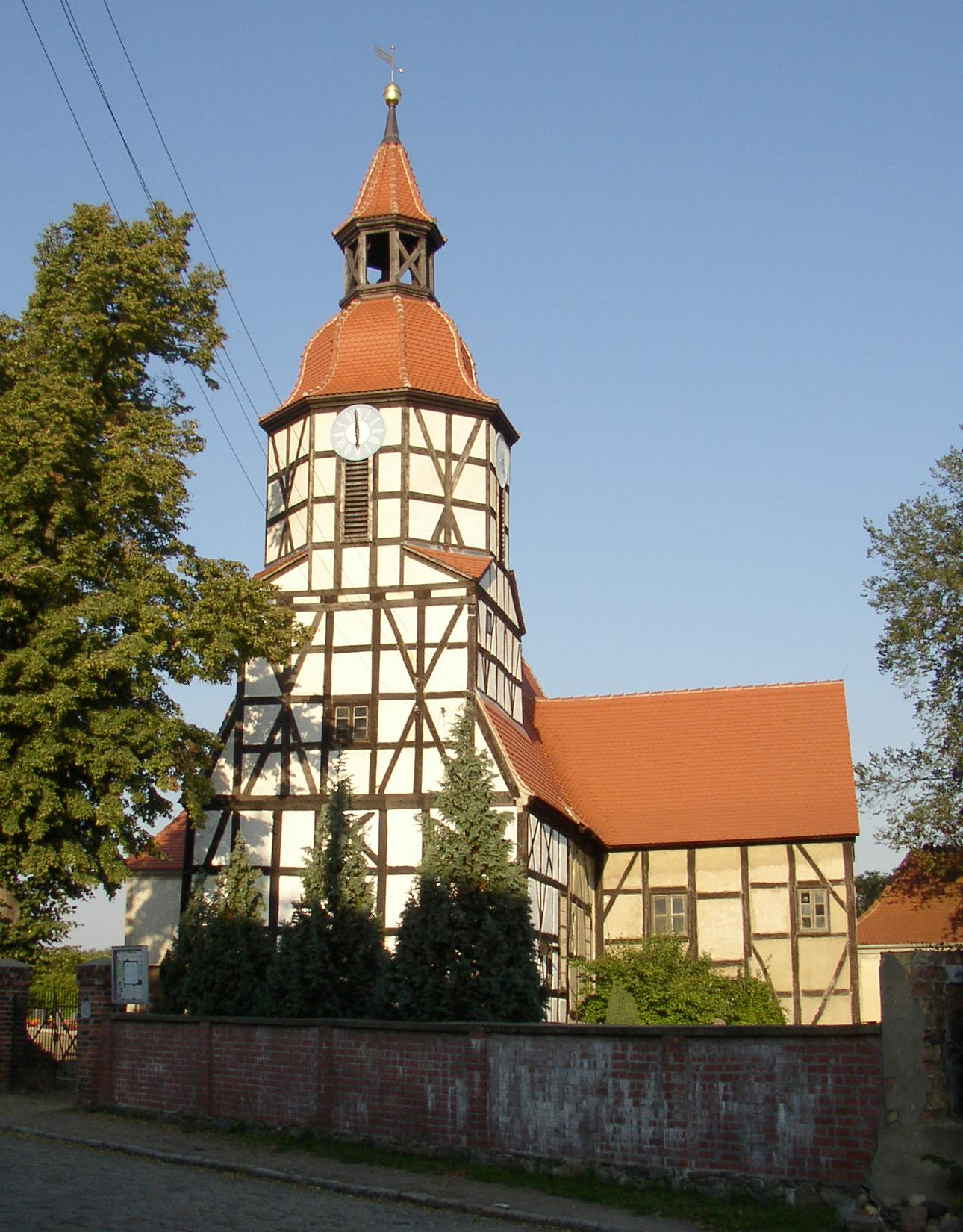
Церковь

Кликен (нем. Klieken) — деревня в Германии, в земле Саксония-Анхальт. Входит в состав города Косвиг (Анхальт) района Виттенберг.
Население составляет 1113 человек (на 31 декабря 2006 года). Занимает площадь 32,47 км².
Ранее Кликен имел статус общины (коммуны). С 1994 по 2007 год община входила в состав района Анхальт-Цербст, 1 июля 2007 года вошла в состав района Виттенберг. 1 марта 2009 года община Кликен вошла в состав города Косвиг (Анхальт).

## Достопримечательности
Фахверковая церковь XVII века.